# دوباره برقص... محبوب‌ها
دوباره برقص… محبوب‌ها (به انگلیسی: Dance Again... the Hits) نخستین آلبوم بهترین‌ها از از خواننده اهل ایالات متحده آمریکا جنیفر لوپز است. این آلبوم در ۲۰ ژوئیه ۲۰۱۲ توسط اپیک رکوردز منتشر شد.
«دوباره برقص» به‌عنوان نخستین و تنها تک‌آهنگ آلبوم در ۲ آوریل ۲۰۱۲ منتشر شد.